# Silene lagrangei
Silene lagrangei är en nejlikväxtart som först beskrevs av Cosson, och fick sitt nu gällande namn av Werner Rodolfo Greuter och Burdet. Silene lagrangei ingår i släktet glimmar, och familjen nejlikväxter. Inga underarter finns listade i Catalogue of Life.